# Orla (gmina)
Orla est une gmina rurale du powiat de Bielsk Podlaski, Podlachie, dans le nord-est de la Pologne.
La gmina couvre une superficie de 159,68 km2 pour une population de 3 256 habitants.

## Géographie
La gmina est bordée par les gminy de Bielsk Podlaski, Boćki, Czyże, Dubicze Cerkiewne et Kleszczele